# Мамедов, Гусейнбала Мамедрафи оглу
Мамедов Гусейнбала Мамедрафи оглу (25 апреля 1922, Кала, Бакинский уезд — 1 августа 1999) — заслуженный экономист Азербайджана.

## Биография
Родился 25 апреля 1922 года в селе Гала города Баку в семье учителя. Среднее образование получил в средней школе № 156 поселка Шувелан Хазарского района. Окончил Всесоюзную Высшую Финансовую Школу в городе Ленинград (Санкт-Петербург).
С 1947 года работал инспектором, кредитным инспектором, начальником регионального отделения Госбанка Баку, с 1974 года — Управляющий Азербайджанской Республиканской конторой Государственного банка СССР (Национальный Банк Азербайджана), с 1993 по 1998 год — главный советник Ясамальского филиала Национального Банка Азербайджана.
Был избран членом Планово-бюджетной Комиссии Верховного Совета Азербайджанской ССР, членом Ревизионной комиссии Коммунистической партии Азербайджана, депутатом Верховного Совета Азербайджанской ССР 10-го и 11-го созывов.
В 1940—1947 годах служил в Советской Армии, участник Великой Отечественной войны.